# عنقود البيانات

بنية القرص:
(A) مسار
(B) القطاع الهندسي
(C) sector
(D) العنقود كلستر

العنقود أو الكلستر (بالإنجليزية: cluster)‏ في نظم ملفات الكمبيوتر يكون الكلستر أو الوحدة المخصصة للبيانات هي وحدة أو مساحة على القرص مخصصة للملفات والمجلدات (الدليل)، ولكي يتم تقليل المساحات على القرص ويسهل إدارة بنية البيانات على القرص يقوم نظام الملفات بالتعامل بالكلستر بدلا من التعامل بقطاع للبيانات.
تم تغير مصطلح الكلستر (عنقود cluster) إلى اسم الوحدة المخصصة للبيانات allocation unit بداية من إصدار دوس الرابع، ولكن مازال المصطلح كلستر واسع الانتشار.

## وصلات خارجية
- القطاع والعنقود